# 鹽水老街

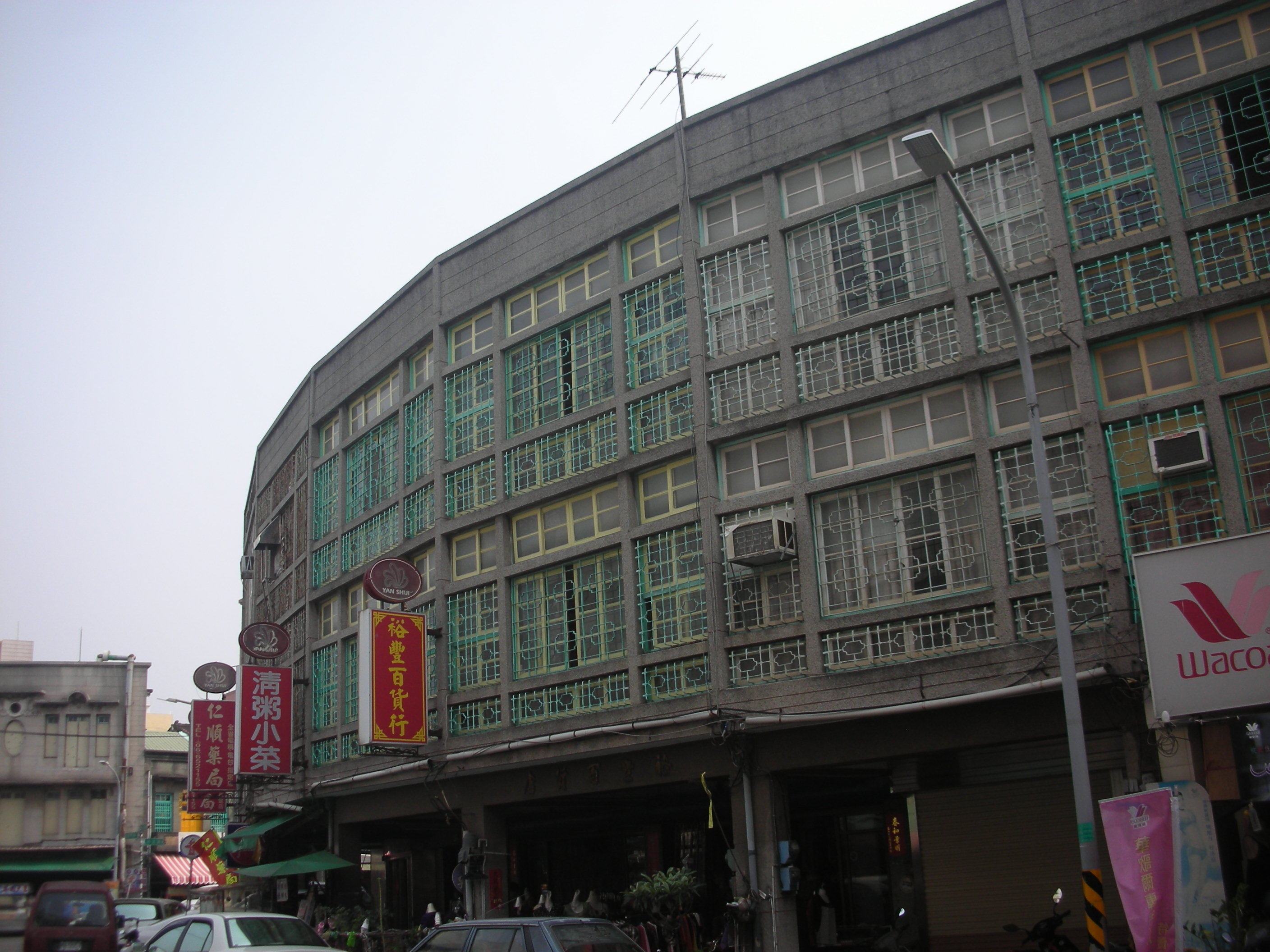
鹽水老街屋

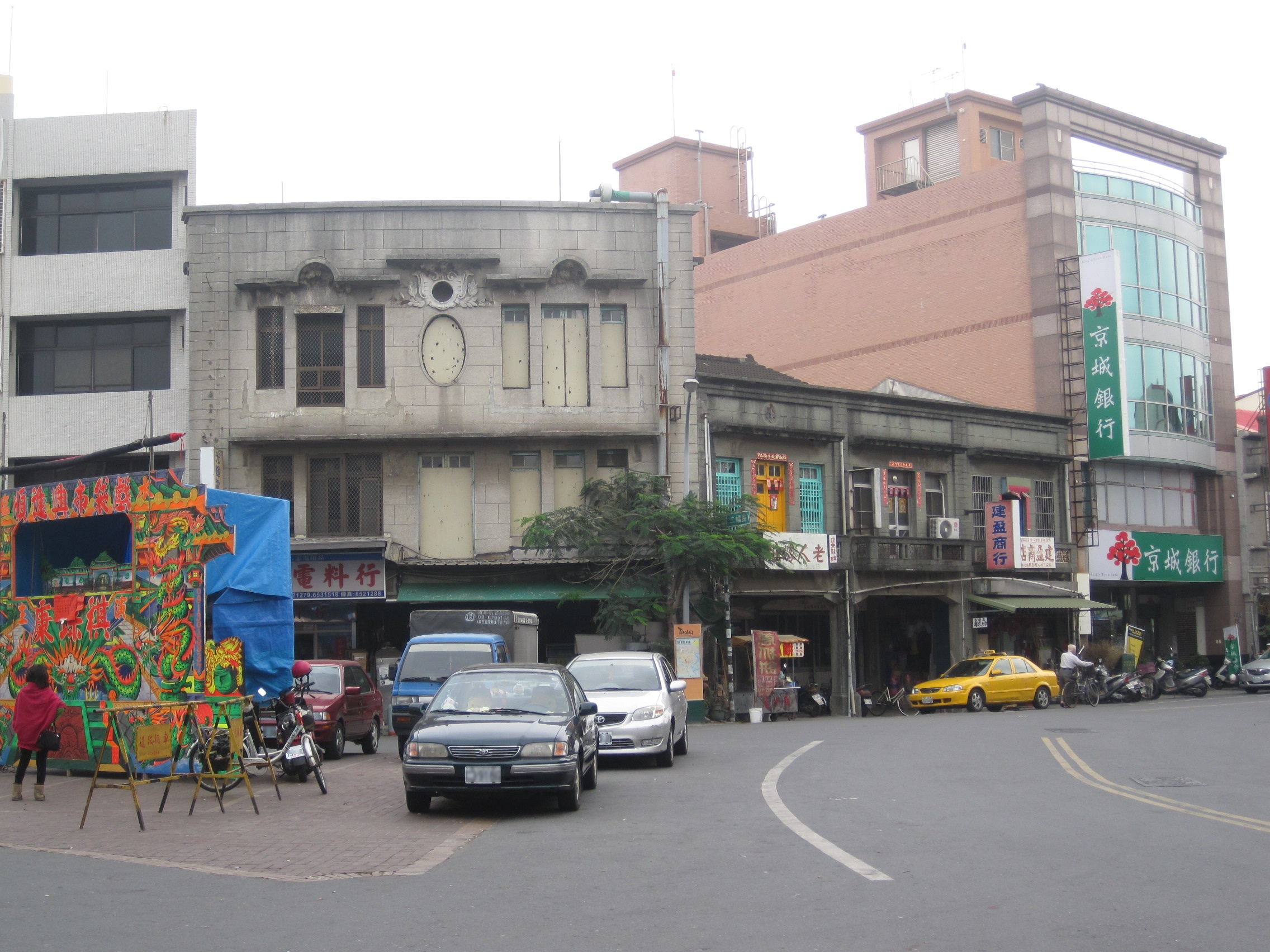
鹽水老街屋

鹽水老街位於台南市鹽水區，位在三福路以南、中山路以北、治水路以東、中正路以西的中境里，是鹽水街最精華之地，因此里位處鹽水市街中心，故命名為中境里在鹽水街於日治時期實施街面改造，日昭和形二層樓式的商街取代原本低矮的街屋，並拆除城門、城牆、隘門，將街道拓寬。戰後街面雖又陸續改建，但仍可看到幾棟日式商店的舊建築。